# Luísa Dias Diogo
Luísa Dias Diogo, född 11 april 1958, var Moçambiques första kvinnliga premiärminister. Hon var premiärminister mellan den 17 februari 2004 och den 16 januari 2010. Luísa Dias Diogo ersatte Pascoal Mocumbi, som hade varit premiärminister de senaste nio åren, och efterträddes sedan av Aires Ali.
Luísa Dias Diogo arbetade för Världsbanken 1993-1994.